# Ириней (Тафуня)
Епи́скоп Ирине́й (в миру Сергей Петрович Тафуня; род. 30 мая 1971, Варваровка, Флорештский район) — архиерей Русской православной церкви, епископ Орский и Гайский.

## Биография
Родился 30 мая 1971 года в селе Варваровка Флорештского района Молдавской ССР в православной семье. Крещён в младенчестве.
В 1978—1986 годах обучался в средней школе родного села, в 1986—1989 годах — обучался в профессионально-техническом училище города Бельцы.
В 1989—1991 годах служил в рядах Вооружённых сил.
В 1991—1992 годах — послушник Ново-Нямецкого монастыря.
С 1992 по 1996 год обучался в Московской духовной семинарии, по окончании которой был зачислен в Московскую духовную академию.
13 апреля 1995 года в Вознесенском Ново-Нямецком Кицканском монастыре наместником обители архимандритом Доримедонтом (Чеканом) был пострижен в монашество с именем Ириней в честь священномученика Иринея Лионского. 28 мая того же года ректором Московской духовной академии епископом Дмитровским Филаретом (Карагодиным) был рукоположён во иеродиакона. 10 сентября того же года был рукоположён во иеромонаха следующим ректором академии, епископом Верейским Евгением (Решетниковым).
В 1996—1998 годах исполнял послушание помощника благочинного Московской духовной академии и семинарии.
В 1997 году в составе делегации Русской Православной Церкви поучаствовал в торжествах по случаю престольного праздника Пантелеимонова монастыря на Афоне.
В 1998 году был направлен преподавателем в Кишинёвскую духовную семинарию, а в Московской духовной академии перешёл на экстернат.
В 1999 году окончил Московскую духовную академию. В 2002 году защитил дипломную работу на кафедре истории Русской Православной Церкви на тему «История Свято-Вознесенского Ново-Нямецкого Кицканского монастыря.»
В 1998—2001 годах — преподаватель основного богословия, философии и литургики Кишиневской духовной семинарии.
С 1998 по 2004 года также был миссионером Кишинёвской духовной семинарии и Ново-Нямецкого монастыря, настоятелем Бендерского тюремного храма апостола Андрея Первозванного.
В 2000 году был назначен на должность секретаря Молдавской митрополии.
В 2001—2004 годах служил главным экскурсоводом и руководителем воскресной школы Ново-Нямецкого монастыря, в те же годы преподавал основное и сравнительное богословие в Бендерском духовном училище.
С 2002 по 2005 год также вёл религиоведение в Тираспольском государственном университете.
20 мая 2004 года был возведен в сан игумена.
С 2004 года являлся представителем Молдавской митрополии в Москве; служил в Новоспасском монастыре. С 2005 года состоял советником посла Республики Молдова в России.
В 2005—2009 годах преподавал патрологию в Перервинской духовной семинарии.
В 2009 году защитил кандидатскую работу по кафедре истории Русской Православной Церкви на тему «Митрополит Гавриил (Банулеску-Бодони) и основанная им Кишинёвско-Молдавская митрополия».
С 2009 года был духовным руководителем православного театра «Живая вода», с 2010 года — руководителем воскресной школы Новоспасского монастыря, с 2011 года — ответственным по делам молодёжи Новоспасского монастыря.

### Архиерейство
5 октября 2011 года решением Священного Синода Русской Православной Церкви был избран епископом Орским и Гайским.
27 октября 2011 года в крестовом храме в честь Владимирской иконы Божией Матери Патриаршей резиденции в Чистом переулке управляющим делами Московской Патриархии митрополитом Саранским и Мордовским Варсонофием (Судаковым) возведён в сан архимандрита.
На следующий день в рабочей патриаршей резиденции в Чистом переулке в Москве патриарх Кирилл возглавил его наречение во епископа.
22 ноября 2011 года в Покровском монастыре Москвы хиротонисан во епископа Орского и Гайского. Чин хиротонии совершили Святейший Патриарх Московский Кирилл, митрополит Крутицкий и Коломенский Ювеналий (Поярков); митрополит Кишинёвский и всея Молдовы Владимир (Кантарян); митрополит Саранский и Мордовский Варсонофий (Судаков), управляющий делами Московской Патриархии; митрополит Оренбургский и Саракташский Валентин (Мищук); архиепископ Истринский Арсений (Епифанов); епископ Солнечногорский Сергий (Чашин).
С 11 по 25 июня 2012 года в Общецерковной аспирантуре и докторантуре проходил курсы повышения квалификации для новопоставленных архиереев.
Учредил в епархии для лучших студентов высших и средне-специальных светских образовательных учреждений ежемесячные Архиерейские стипендии, присуждаемые (без каких-либо конфессиональных ограничений) по трём критериям: успеваемость в учёбе, нравственное поведение и общественная работа.
Преподаёт ряд дисциплин в Оренбургской духовной семинарии и в Орском гуманитарно-технологическом институте. Выступает с лекциями в образовательных учреждениях. Организатор ежегодных Кирилло-Мефодиевских образовательных чтений на базе Орского гуманитарно-технологического института(с 2013 года). Член Общественной палаты г. Орска. Эксперт портала Regions.ru.

## Публикации
статьи
- Мысли вслух // «Встреча». 1996. — № 1. — С. 12
- Страницы из истории Кишиневской Духовной Семинарии (Pagini din istoria Seminarului Duhovnicesc din Chișinău) Архивная копия от 18 апреля 2018 на Wayback Machine // Tyragetia, serie nouă, vol. III [XVIII], nr. 2, Istorie. Muzeologie. Chișinău, 2009
- Слово архимандрита Иринея (Тафуни) при наречении во епископа Орского и Гайского Архивная копия от 12 января 2012 на Wayback Machine // patriarchia.ru, 28 октября 2011
- Епископ Орский Ириней: «Оскорбленные верующие уже мыслят себя палачами» Архивная копия от 2 мая 2019 на Wayback Machine // chaskor.ru, 17 марта 2015

Книги
- Что общего между православием и католицизмом? 2001. Типография Ново-Нямецкого монастыря. Архивная копия от 18 апреля 2018 на Wayback Machine
- Жизнь, деятельность и исповедничество митрополита Арсения (Стадницкого), сына молдавского народа. 2003. — 143 стр.
- История Свято-Вознесенского Ново-Нямецкого Кицканского монастыря. Ново-Нямецкий монастырь, 2004.
- Митрополит Гавриил (Банулеску-Бодони), основатель Кишиневско-Хотинской епархии. Архивная копия от 5 января 2020 на Wayback Machine
- История Кишиневской духовной семинарии. Ч. I.
- Религиозный взгляд на ключевые проблемы современности. — Орск : Изд-во Орского гуманитарно-технологического ин-та ; Москва : Данилов мужской монастырь, 2017. — 303 с. — ISBN 978-5-84240-850-4 — 2 000 экз.

## Избранные интервью
- «Румынских и молдавских паломников притягивает вера русского человека» Архивная копия от 28 октября 2011 на Wayback Machine / Беседа с игуменом Иринеем (Тафуней)
- Епископ Орский Ириней: «Главное, что удалось, — это объединить людей» Архивная копия от 25 января 2013 на Wayback Machine
- Мы плачем с каждым, с утра до вечера Архивная копия от 27 февраля 2018 на Wayback Machine